# Wybory do Parlamentu Europejskiego na Cyprze w 2009 roku
Wybory do Parlamentu Europejskiego na Cyprze odbyły się 6 czerwca 2009 roku. Cypryjczycy wybrali 6 europarlamentarzystów, co odzwierciedla przepisy Traktatu Nicejskiego. Również postanowienia Traktatu Lizbońskiego dają Cyprowi 6 mandatów.
Wybory wygrała Koalicja Demokratyczna, wyprzedzając nieznacznie Postępową Partię Ludzi Pracy. Po jednym mandacie w PE zdobyły również: Partia Demokratyczna oraz Ruch na rzecz Socjaldemokracji. Frekwencja wyborcza wyniosła 59,4% (o 13,1% mniej niż w 2004 roku).

## Wyniki wyborów
| Lista wyborcza                 | Partia europejska               | Głosy   | %    | +/−  | Mandaty | +/− |
| ------------------------------ | ------------------------------- | ------- | ---- | ---- | ------- | --- |
| Koalicja Demokratyczna         | Europejska Partia Ludowa        | 109 209 | 35,7 | +7,5 | 2       | ±0  |
| Postępowa Partia Ludzi Pracy   | Europejska Partia Lewicy        | 106 922 | 34,9 | +7,0 | 2       | ±0  |
| Partia Demokratyczna           | ALDE                            | 37 625  | 12,3 | −4,8 | 1       | ±0  |
| Ruch na rzecz Socjaldemokracji | PES                             | 30 169  | 9,9  | −0,9 | 1       | +1  |
| Partia Europejska              | Europejska Partia Demokratyczna | 12 630  | 4,1  | −6,7 | 0       | −1  |
| Partia Zielonych               | Europejska Partia Zielonych     | 4 602   | 1,5  | +0,7 | 0       | ±0  |
| pozostali                      |                                 | 5 168   | 1,7  |      |         |     |
| Razem                          | 306 325                         | 100%    |      |      | 6       |     |